# Se pule la colmena
Se pule la colmena es el sexto álbum de la banda Uruguaya de rock alternativo Buenos Muchachos. Fue lanzado el 12 de septiembre de 2011 por el sello Bizarro Records, presentado en vivo el 9 de mayo del 2012, y reeditado en vinilo en 2022. La producción estuvo a cargo de Diego Janssen y Ricardo di Paolo. El álbum es un doble disco, con 14 canciones en el Disco A y 6 canciones en el disco B. Fue grabado entre mayo y junio de 2011. Recibió el premio Graffiti a Mejor álbum de Rock Alternativo en 2012.

## Lista de canciones
| Disco A |                                                        |          |  |
| N.º     | Título                                                 | Duración |  |
| 1.      | «Beefheart»                                            | 2:49     |  |
| 2.      | «Chispas de luna»                                      | 5:02     |  |
| 3.      | «Oomm»                                                 | 2:33     |  |
| 4.      | «Orejas de Huma»                                       | 1:42     |  |
| 5.      | «Solo pienso»                                          | 2:42     |  |
| 6.      | «Nico Cuevas (Charla Entre Sebas & O)»                 | 3:03     |  |
| 7.      | «Se cae el Mundo, ¡Se cae!»                            | 4:12     |  |
| 8.      | «Sin más»                                              | 5:07     |  |
| 9.      | «Sonido Metal»                                         | 4:00     |  |
| 10.     | «See the seasons in the sky.»                          | 3:21     |  |
| 11.     | «Mi rincón»                                            | 3:33     |  |
| 12.     | «Pol»                                                  | 4:30     |  |
| 13.     | «Mediterráneo en la ventana (de Marcelo para Gustavo)» | 4:49     |  |
| 14.     | «Dice no ladra»                                        | 2:57     |  |
| 50:20   |                                                        |          |  |

| Disco B |                          |          |  |
| N.º     | Título                   | Duración |  |
| 1.      | «Expiación»              | 3:04     |  |
| 2.      | «No le mientas al bocho» | 2:59     |  |
| 3.      | «It's ok»                | 2:54     |  |
| 4.      | «My head»                | 1:42     |  |
| 5.      | «Sangre de Arachania»    | 2:40     |  |
| 6.      | «Corazonoro»             | 3:40     |  |
| 16:59   |                          |          |  |